# Zoe Perry
Zoe Perry est une actrice américaine née le 26 septembre 1983. Elle est la fille de Laurie Metcalf et Jeff Perry.
En 2017, elle incarne Mary Cooper dans la série Young Sheldon, spin-off de The Big Bang Theory, racontant l'enfance de Sheldon Cooper.
Le rôle de Mary Cooper est tenu par sa mère, Laurie Metcalf, dans la série d'origine.
La même année, elle joue aussi aux côtés de son père, Jeff Perry dans la saison 6 de Scandal. Elle y tient le rôle de Samantha Rolland, l'associé de Pius, qui cherche à faire accuser Cyrus Beene de l'assassinat du président élu Frankie Vargas.

## Filmographie

### Cinéma
- 2008 : Manipulation : la secrétaire
- 2008 : The Loss of a Teardrop Diamond : Mathilde
- 2011 : Turkey Bowl : Zoe
- 2014 : Cotton : Maxine
- 2016 : No Pay, Nudity : Renie

### Télévision
- 1992-1995 : Roseanne : Jackie jeune (2 épisodes)
- 2006 : New York, section criminelle : Wendy (1 épisode)
- 2006 : Conviction : Audrey Knowles (2 épisodes)
- 2006-2010 : My Boys : la serveuse (4 épisodes)
- 2007 : Cold Case : Affaires classées : Melinda Levy en 1982 (1 épisode)
- 2008 : Private Practice : Lisa (1 épisode)
- 2009 : Ave 43 : Janet (2 épisodes)
- 2012 : Grey's Anatomy : Katy Noonan (1 épisode)
- 2013 : Second Shot : Krystal Munson (1 épisode)
- 2016 : The Family : Jane (9 épisodes)
- 2016 : NCIS : Enquêtes spéciales : Officier Kristen (2 épisodes)
- 2017 : Liv et Maddie : Marlowe (1 épisode)
- 2017 : Scandal : Samantha, Mme Ruland et autres personnages (9 épisodes)
- 2017-2024 : Young Sheldon : Mary Cooper
- 2024-2025 : Georgie and Mandy's First Marriage : Mary Cooper

## Nomination
| Année | Récompense            | Catégorie                                                    | Œuvre         | Résultat   |
| ----- | --------------------- | ------------------------------------------------------------ | ------------- | ---------- |
| 2019  | Critics Choice Awards | Meilleure actrice dans un second rôle dans une série comique | Young Sheldon | Nomination |